# Alphonse Defumade
Alphonse Defumade, né le 4 janvier 1844 à Paris et mort le 19 décembre 1923 à Paris, est un homme politique français.

## Biographie
Alphonse Defumade est né à Paris.
Licencié en droit, il exerce la profession d'avocat et se consacre rapidement à la gestion de ses domaines agricoles comme propriétaire et agriculteur. Il devient président de la société centrale d'agriculture de la Creuse. 
Conseiller général du canton d'Ahun de 1870 à son décès, président du conseil général en 1907. Député de la Creuse à partir de l'élection législative du 20 août 1893 où il l'emporte sous l'étiquette « Républicains » face à M. Lacôte. Il est député de 1893 à 1898 et de 1902 à 1907 et sénateur de la Creuse de 1907 à 1921, inscrit au groupe de la Gauche démocratique.

## Sources
- « Alphonse Defumade », dans le Dictionnaire des parlementaires français (1889-1940), sous la direction de Jean Jolly, PUF, 1960 [détail de l’édition]